# Marian Allan Weiss
Marian Allan Weiss (ur. 30 czerwca 1921 w Kaliszu, zm. 17 lipca 1981 w Konstancinie) – polski lekarz ortopeda, profesor doktor habilitowany nauk medycznych, twórca i wieloletni dyrektor Stołecznego Centrum Rehabilitacji, światowej sławy specjalista w dziedzinie ortopedii, traumatologii i rehabilitacji.

## Życiorys
Syn Ignacego Janusza Weissa, wiceprokuratora w Kaliszu i Vally z d. Muller. Absolwent Państwowego Gimnazjum Humanistycznego im. Adama Asnyka w Kaliszu.
Studia medyczne odbył na Uniwersytecie Jana Kazimierza we Lwowie w latach 1938–1944.
W czasie II wojny światowej działał w l. 1942 – 1944 w konspiracji w szeregach Armii Krajowej, za co odznaczony został Krzyżem Walecznych.
Po wyzwoleniu Lublina w roku 1944 wstąpił do Wojska Polskiego, gdzie pełnił służbę jako lekarz.
W roku 1946 nostryfikował dyplom na Uniwersytecie Jagiellońskim.

W roku 1947 podjął pracę asystenta w Centralnym Instytucie Chirurgii Urazowej w Warszawie.

W roku 1948 został konsultantem uzdrowiska w Ciechocinku, którą funkcję sprawował do końca życia.
W roku 1951 uzyskał stopień doktora i od tegoż roku pełnił rolę dyrektora Szpitala Chirurgii Kostnej w Konstancinie, rozpoczynając proces przekształcenia 100-łóżkowego oddziału ortopedycznego szpitala w ośrodek rehabilitacyjny (który stał się z czasem jedną z wiodących tego typu placówek na świecie, w roku 1963 osiągając 450 łóżek), rozpoczynając tym samym współtworzenie.nowoczesnego polskiego modelu rehabilitacji. W roku 1973 w pobliskich Chylicach powstał obiekt dla dzieci ze schorzeniami narządu ruchu.
W roku 1958 otrzymał stopień docenta, 1967 profesora nadzwyczajnego, 1975 – profesora zwyczajnego.
W roku 1962 objął kierownictwo Katedry i Kliniki Rehabilitacji Akademii Medycznej w Warszawie.
Regionalny konsultant do spraw rehabilitacji województwa warszawskiego.
Wieloletni ekspert Światowej Organizacji Zdrowia. Honorowy członek Nowojorskiego Towarzystwa Medycyny Fizykalnej, doktor honoris causa Uniwersytetu w Rennes, honorowy członek Szwedzkiego Towarzystwa Ortopedycznego, odznaczony medalem Instytutu im. Wiszniewskiego w Moskwie.
Wiceprezes Międzynarodowego Towarzystwa Medycznego Paraplegia, współredaktor pisma „Paraplegia”. Był wieloletni członek Komitetu Redakcyjnego Chirurgii Narządów Ruchu i Ortopedii Polskiej, członek Rady Uzdrowiskowej przy Prezesie Rady Ministrów. Założyciel i wieloletni prezes Towarzystwa Walki z Kalectwem, członek prezydium zarządu Głównego Polskiego Towarzystwa Ortopedycznego i Traumatologicznego
Zmarł 17 lipca 1981 w Konstancinie, pochowany został na cmentarzu ewangelicko-augsburskim w Warszawie (aleja 15, grób 4) w asyście Kompanii Reprezentacyjnej Wojska Polskiego.
W uznaniu zasług nadano jego imię Stołecznemu Centrum Rehabilizacji.

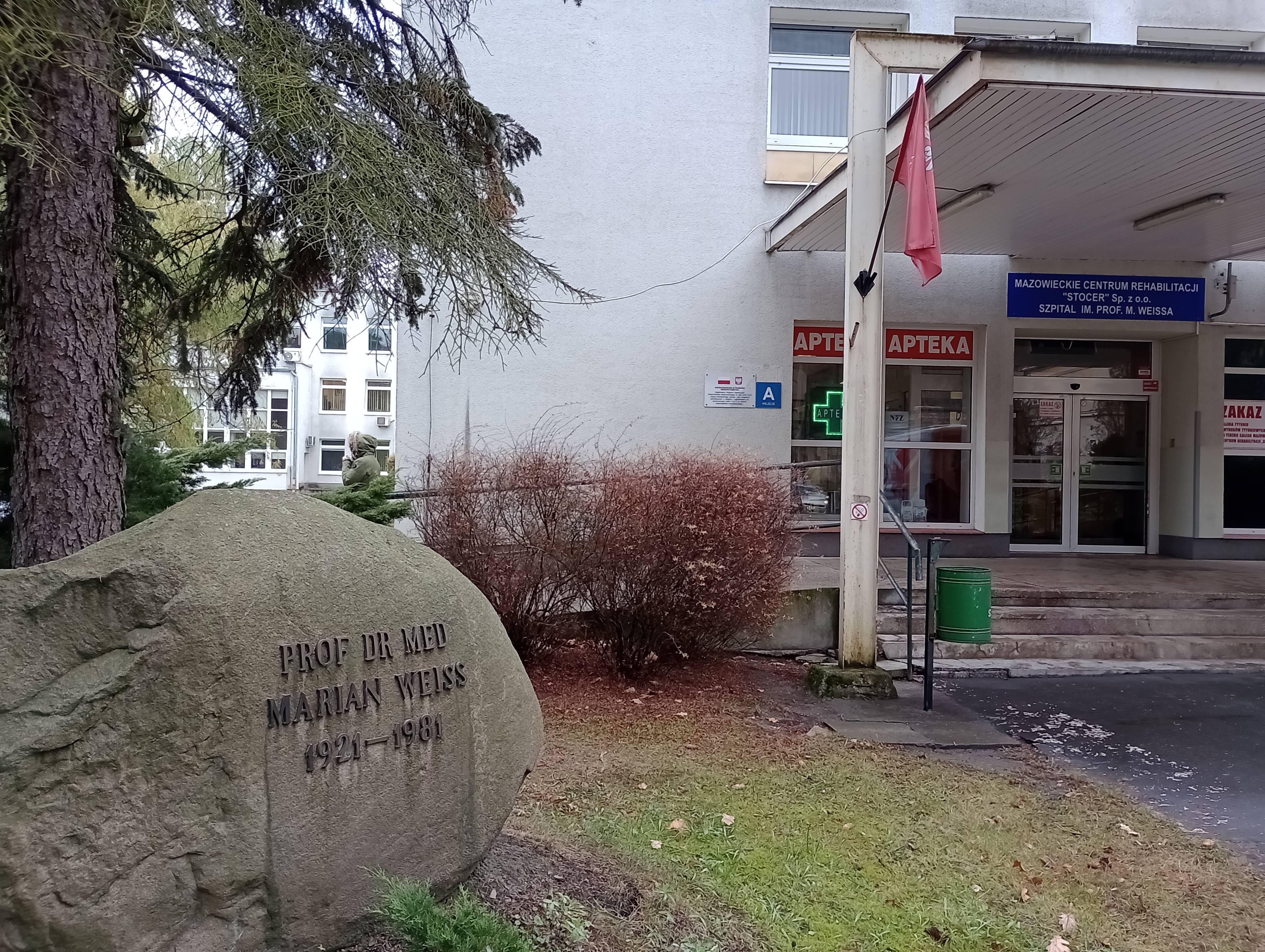
Pamiątkowy głaz poświęcony profesorowi Marianowi Weissowi

## Nagrody
- Order Budowniczych Polski Ludowej (1979)[2]
- Order Sztandaru Pracy II klasy
- Krzyż Kawalerski Orderu Odrodzenia Polski
- Złoty Krzyż Zasługi
- Krzyż Walecznych
- Order Uśmiechu

## Dorobek
- Opublikował ponad 200 prac w pismach naukowych w kraju i zagranicą, a także podręczniki i monografie.Jego prace zaliczane są do najpoważniejszych w światowym piśmiennictwie medycznym.
- Propagował i rozwijał koncepcję tzw. polskiej szkoły rehabilitacji;
- Pracował między innymi metodę repozycji centralnego zwichnięcia stawu biodrowego;
- zmodyfikował i upowszechnił metodę amputacji mioplastycznej oraz protezowania na stole operacyjnym;
- Wprowadził do praktyki klinicznej stabilizację kręgosłupa za pomocą sprężyn (tzw. sprężyn Weissa, alloplastykę sprężynową);
- Wniósł wielki wkład naukowy i praktyczny dla leczenia paraplegii u dzieci.